# Алгодонит
Алгодонитът е минерал от меден арсенид с формула: Cu6As. Това е сиво-бял метален минерал, кристализиращ в хексагонална система. Има твърдост по Моос 4 и специфично тегло 8,38 – 8,72.
За първи път е описан през 1857 г. от сребърната мина Алгодонес в Кокимбо, Чили, откъдето произлиза името му.